# Edward Gibson
Pour l’article homonyme, voir Gibson.
Edward George Gibson dit Ed Gibson, né le 8 novembre 1936 à Buffalo dans l'État de New York est un astronaute américain.

## Biographie
En 1965, Gibson est intégré dans le quatrième groupe d'astronautes de la NASA, qui est le tout premier composé non plus de pilotes, mais de scientifiques.

## Vols réalisés

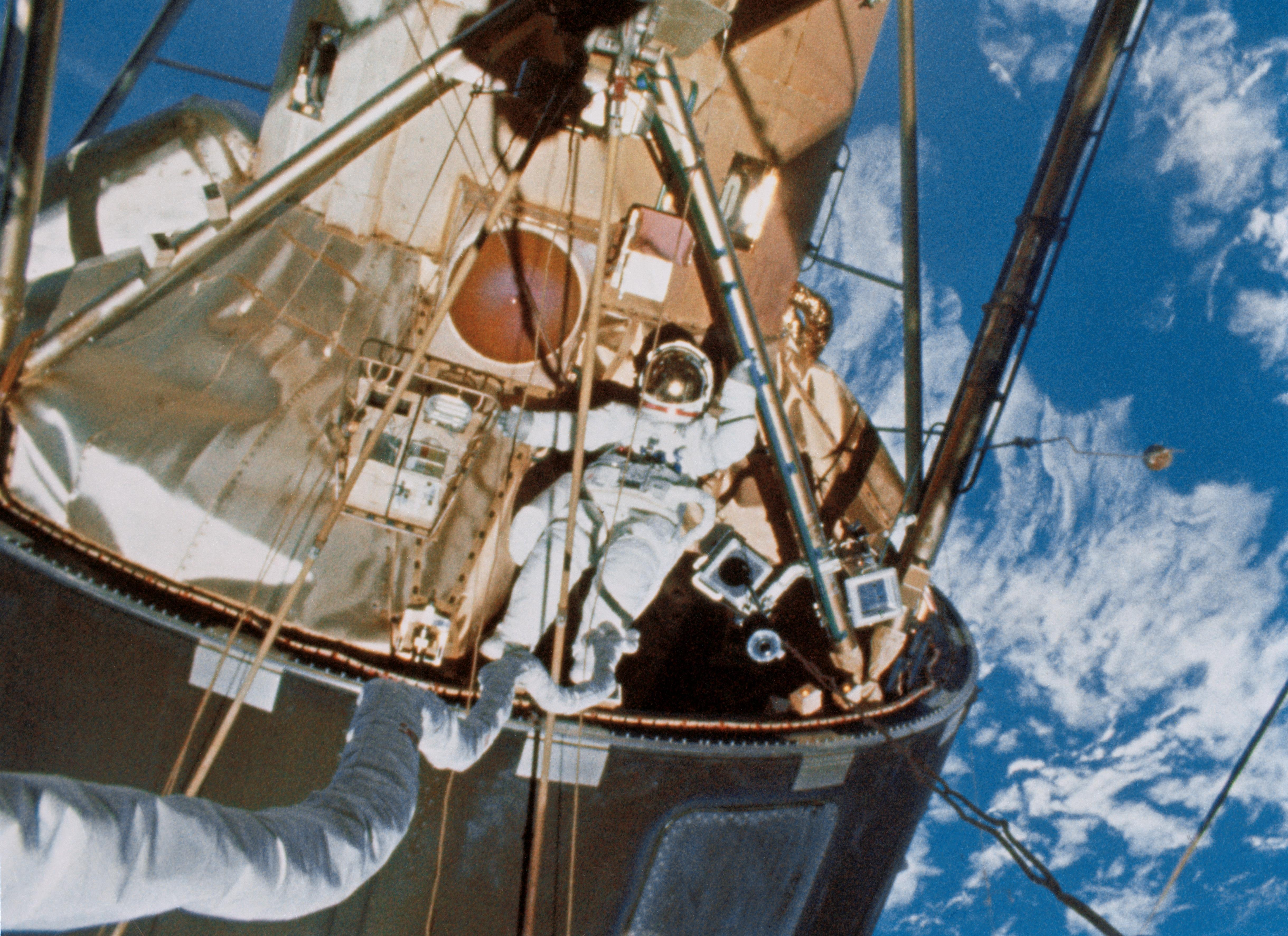
Gibson lors de sa dernière EVA, le 3 février 1974.

Il réalise un unique vol le 16 novembre 1973, en tant que pilote scientifique de la mission Skylab 4
A cette occasion, il réalise trois sorties extravéhiculaires :
- le 22 novembre 1973, avec Pogue (durée : 6h33)
- le 29 décembre 1973, avec Carr (durée : 3h29) 
- le 3 février 1974, à nouveau avec Carr (durée : 5h19).
Le 8 février, son équipage et lui portent le record américain de durée du séjour dans l'espace à plus de 84 jours.
Ce record national ne sera battu que plus de 20 ans plus tard, à bord de la station spatiale russe Mir, par Shannon Lucid.